# سنگ فیلسوف
سنگ فیلسوف (به بنگالی: Parash Pathar) فیلمی محصول سال ۱۹۵۸ و به کارگردانی ساتیاجیت رای است. در این فیلم بازیگرانی همچون تولسی چاکرابورتی، کالی بانرجی، گانگاپادا باسو، جاهور روی، چانبی بیسواس، پاری سانیال ایفای نقش کرده‌اند.